# C/2001 Q4
C/2001 Q4 (NEAT)是一顆幾乎垂直逆行軌道的彗星，經由一條向南的路徑進入內太陽系。這顆彗星於2001年8月24日被近地小行星追蹤計畫發現。

## 物理性質
2004年，南半球的居民有機會看到這顆彗星在衝向近日點時逐漸變亮。2004年5月6日，彗星接近地球，距離0.32天文單位。從五月初開始，這顆彗星開始向北飛馳，當它幾乎達到最大亮度時，出現在北半球的居民視野中。
由於近日點軌道偏心率為1.00069（曆元2004 年5 月18 日），偏心率維持為1.00067（曆元2014 年1 月1 日） ，這顆軌道為雙曲線的彗星將永遠離開太陽系。